# Haddo Peak
Haddo Peak är en bergstopp i Kanada.   Den ligger i provinsen Alberta, i den centrala delen av landet, 3 000 km väster om huvudstaden Ottawa. Toppen på Haddo Peak är 3 047 meter över havet, eller 68 meter över den omgivande terrängen. Bredden vid basen är 0,44 km. Haddo Peak ingår i Bow Range.
Terrängen runt Haddo Peak är bergig åt sydväst, men åt nordost är den kuperad.Trakten runt Haddo Peak är nära nog obefolkad, med mindre än två invånare per kvadratkilometer.. Närmaste större samhälle är Lake Louise, 6,1 km nordost om Haddo Peak. 
I omgivningarna runt Haddo Peak växer i huvudsak barrskog.